# Basispartij voor Vernieuwing en Democratie
De Basispartij voor Vernieuwing en Democratie (BVD) was een Surinaamse politieke partij. De partij werd op 14 september 1996 opgericht. In 2010 was de partijvoorzitter Dilip Sardjoe. In 2014 werd de partij opgeheven toen de BVD fuseerde met de Nationale Democratische Partij (NDP).

## Achtergrond en geschiedenis
De BVD is een afsplitsing van de Vooruitstrevende Hervormings Partij die vooral onder Hindoestanen veel kiezers trekt. In 1996 was er een groep dissidenten binnen de VHP die eerst binnen die partij onder de naam Beweging voor Demokratie-VHP (BVD-VHP) functioneerden en later, in november van dat jaar, de Basispartij voor Vernieuwing en Democratie oprichtte. Bij de verkiezingen van 23 mei 1996 voor De Nationale Assemblée (DNA) maakte de VHP wederom deel uit van het Nieuw Front (NF) maar van de negen DNA-leden van de VHP stapten er vijf over naar de BVD:
- Marijke Djwalapersad (later lid van de Naya Kadam)
- Saeed Achmatallie Jainullah
- Amernath Baboeram Panday (later lid van de PPP)
- Asha Singh-Koendjbiharie
- Lachmiperkas Tewarie (later lid van de PPP)

Deze vijf BVD'ers hielpen de Wijdenbosch-regering aan een meerderheid. Hiervoor kreeg de BVD de volgende vijf posten
- minister van Buitenlandse Zaken: Faried Pierkhan (later lid van de Naya Kadam)
- minister van Financiën: Atta Mungra (later lid van de PPP)
- minister van Openbare Werken: Richard Kalloe (later lid van de NDP)
- minister van Onderwijs en Volksontwikkeling: Tjandrikapersad Gobardhan
- vicepresident & voorzitter ministerraad: Pretaap Radhakishun

Hoewel de VHP niet in de regering zat, werd Jagernath Lachmon in juli 1996 herkozen als DNA-voorzitter. Enkele maanden later trad hij af omdat hij zich niet kon vinden in de regering van Wijdenbosch waarna Djwalapersad hem opvolgde, waarmee zij de eerste vrouwelijke parlementsvoorzitter van Suriname was.
In 1997 verliet BVD-voorzitter Atta Mungra de partij en hij stichtte in 1998 een eigen partij (PPP) waar Baboeram Panday en Tewarie zich bij aansloten. In juli 1999 verliet ook Djwalapersad de BVD maar ze bleef wel voorzitter van de DNA. In datzelfde jaar richtte ze de partij Naya Kadam (Nieuwe Weg) op waarvan ze zelf voorzitter werd. In 2000 viel de regering Wijdenbosch en bij de voortijdige verkiezingen van dat jaar behaalde de BVD geen zetels in het parlement.

## 2005
Voor de verkiezingen van 2005 deed de BVD samen met DNP 2000, KTPI, PPRS en Pendawa Lima mee in het samenwerkingsverband Volksalliantie Voor Vooruitgang (VVV) dat 5 zetels behaalde waarvan een voor de BVD die werd ingenomen door Theo Vishnudatt. Na het vertrek van Mungra in 1997 was Gobardhan de voorzitter geworden maar na twee termijnen kon hij in 2007 niet meer als voorzitter herkozen worden waarop hij werd opgevolgd door de voormalig penningmeester van de VHP Dilip Sardjoe.

## 2010
Bij de DNA-verkiezingen van 2010 zou de Basispartij voor Vernieuwing en Democratie aanvankelijk meedoen aan de Megacombinatie (MC) maar door spanning met tussen de BVD en de NDP verliet de BVD dat samenwerkingsverband en deed ze samen met de Politieke Vleugel van de FAL (PVF) onder de naam BVD/PVF Combinatie mee. Hoewel deze combinatie 12.043 stemmen kreeg wat neerkomt op 5,07% van het totaal aantal stemmen, werd door het districtenstelsel geen van de 51 zetels in het parlement binnengehaald.